# دکا
دکا یکی از پیشوندهای SI در دستگاه متریک است که برابر است با ‎ 10۱ که این عدد ده نام دارد و علامت اختصاری آن در سیستم متریک da می‌باشد.